# Altdorf, Uri

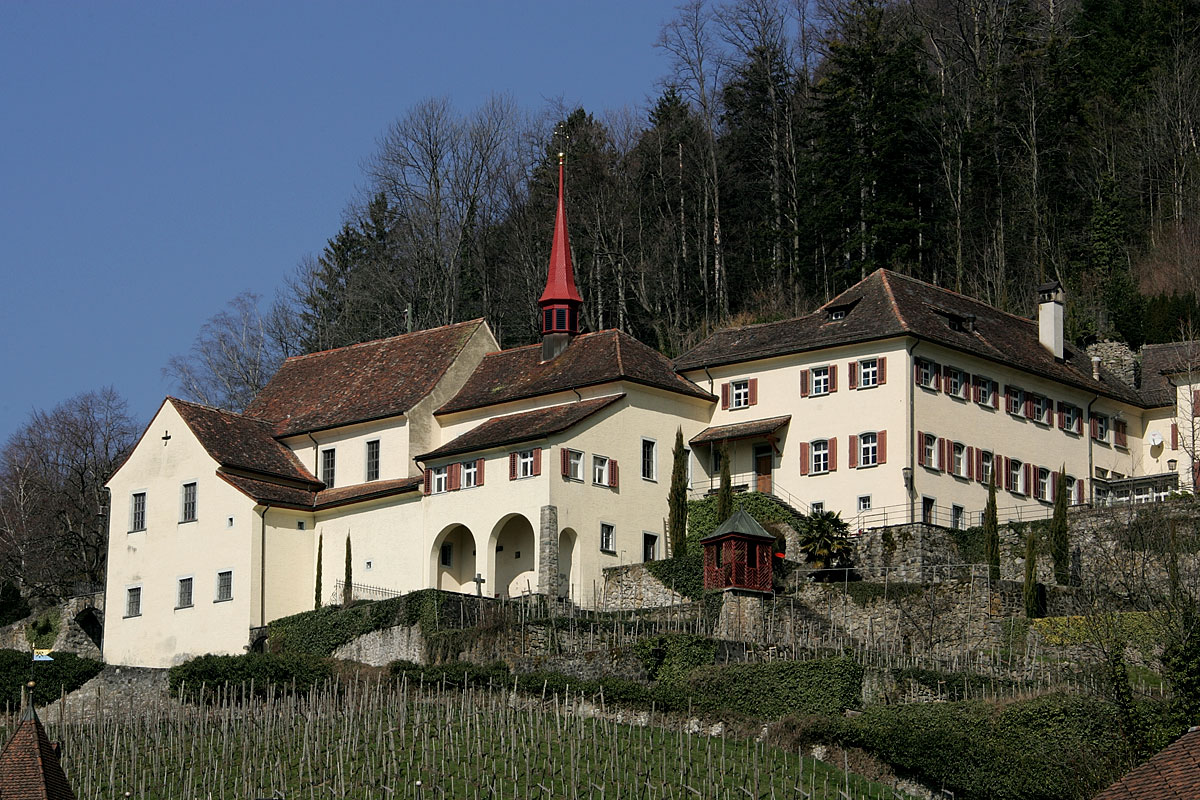
Kapucinklostret Allerheiligen i Altdorf.

Altdorf är en stad och kommun i kantonen Uri i Schweiz. Kommunen har 10 198 invånare (2023). Altdorf är huvudort i kantonen Uri.
I Altdorfs centrum finns sedan 1895 en bronsstaty av Wilhelm Tell. Den markerar platsen där han enligt traditionen sköt ett äpple från sin sons huvud med ett armborst. Tell sägs vara född i närbelägna Bürglen.
Staden har ett kapucinkloster sedan 1581. Altdorf ligger längs med Sankt Gotthardsbanan.

## Geografi
Staden ligger nära floden Reuss sammanflöde med vattendraget Schächen, sydost om Luzern. Den är belägen söder om Vierwaldstättersjön.
Kommunen Altdorf har en yta om 10,21 km². Av denna areal används 3,42 km² (33,5 %) för jordbruksändamål och 4,01 km² (39,3 %) utgörs av skogsmark. Av resten utgörs 2,57 km² (25,2 %) av bostäder och infrastruktur, medan 0,19 km² (1,9 %) är impediment.

## Demografi
Kommunen Altdorf har 10 198 invånare (2023). En majoritet (90,9 %) av invånarna är tyskspråkiga (2014). 77,5 % är katoliker, 5,8 % är reformert kristna och 16,6 % tillhör en annan trosinriktning eller saknar en religiös tillhörighet (2014).